# Hasta la Raíz
Hasta la Raíz é o quinto álbum de estúdio da cantora mexicana Natalia Lafourcade, lançado em 17 de março de 2015, pela Sony Music Mexico. Após o sucesso de seu álbum anterior, Mujer Divina – Homenaje a Agustín Lara, uma homenagem ao cantor e compositor mexicano Agustín Lara, Lafourcade decidiu gravar um álbum com canções originais. Ela passou três anos escrevendo as músicas e buscando inspiração em diferentes cidades, resultando em faixas que expressam sentimentos muito pessoais em relação ao amor. O álbum foi produzido por Lafourcade, com assistência do músico argentino Cachorro López e do artista mexicano Leonel García.   
Após seu lançamento, o álbum recebeu críticas favoráveis dos críticos musicais, com alguns expressando ceticismo sobre suas composições e dizendo que ela havia permanecido dentro de sua zona de conforto, e outros elogiando sua evolução como musicista e nomeando o álbum como um dos melhores lançamentos pop do ano. O disco alcançou a oitava posição na Billboard Latin Albums dos EUA e a primeira posição no México, onde foi certificado com disco duplo de platina e ouro, com mais de 150.000 cópias vendidas no país. Hasta la Raíz recebeu uma indicação para Álbum do Ano e ganhou como Melhor Álbum de Música Alternativa e Melhor Álbum de Engenharia no Grammy Latino de 2015. O álbum também ganhou o prêmio de Melhor Álbum de Rock Latino, Urbano ou Alternativo no Grammy Awards de 2016.
Para divulga-lo, quatro singles foram lançados, e Lafourcade lançou a turnê Hasta la Raíz 2015 para vários países da América Latina, Estados Unidos e Europa. Os dois primeiros singles do álbum, a faixa-título e "Nunca Es Suficiente" alcançaram o top cinco no México. Em 2023, a Rolling Stone colocou-o em 15º lugar entre os '50 Melhores Álbuns de Rock Latino-Americanos'.

## Faixas
| Hasta la Raíz – Edição padrão |                                                      |                           |         |  |
| N.º                           | Título                                               | Produtor(es)              | Duração |  |
| 1.                            | "Hasta la Raíz" ("Down to the Root")                 | Lafourcade Cachorro López | 3:42    |  |
| 2.                            | "Mi Lugar Favorito" ("My Favorite Place")            | Lafourcade                | 4:57    |  |
| 3.                            | "Antes de Huir" ("Before Running Away")              | Lafourcade                | 3:52    |  |
| 4.                            | "Ya No Te Puedo Querer" ("I Can't Love You Anymore") | Lafourcade                | 4:47    |  |
| 5.                            | "Para Qué Sufrir" ("Why Suffer")                     | López Lafourcade          | 3:47    |  |
| 6.                            | "Nunca Es Suficiente" ("It's Never Enough")          | López Lafourcade          | 3:57    |  |
| 7.                            | "Palomas Blancas" ("White Pigeons")                  | Lafourcade                | 4:37    |  |
| 8.                            | "Te Quiero Ver" ("I Wanna See You")                  | Lafourcade                | 3:27    |  |
| 9.                            | "Vámonos Negrito" ("Let's Go Negrito")               | Lafourcade                | 4:34    |  |
| 10.                           | "Lo Que Construimos" ("What We Built")               | López Lafourcade          | 4:39    |  |
| 11.                           | "Estoy Lista" ("I'm Ready")                          | López Lafourcade          | 4:42    |  |
| 12.                           | "No Más Llorar" ("No More Crying")                   | Lafourcade García         | 5:34    |  |

| Hasta la Raíz – Edição especial |                                        |                   |         |  |
| N.º                             | Título                                 | Produtor(es)      | Duração |  |
| 13.                             | "Partir de Mí" ("Start from Me")       | Lafourcade        | 3:48    |  |
| 14.                             | "Duele" ("Hurts")                      | López Lafourcade  | 3:35    |  |
| 15.                             | "Me Voy de Casa" ("I'm Leaving Home")  | Lafourcade García | 4:04    |  |
| 16.                             | "Lo Que Construimos" (versão reggae)   | Lafourcade        | 5:06    |  |
| 17.                             | "Hasta la Raíz" (versão Canova's Root) | Michele Iorfida   | 3:39    |  |

| Hasta la Raíz – DVD (edição especial) |                                         |         |  |
| N.º                                   | Título                                  | Duração |  |
| 1.                                    | "Documentário"                          |         |  |
| 2.                                    | "Hasta la Raíz" (vídeo musical)         |         |  |
| 3.                                    | "Nunca Es Suficiente" (vídeo musical)   |         |  |
| 4.                                    | "Lo Que Construimos" (vídeo musical)    |         |  |
| 5.                                    | "Hasta la Raíz" (vídeo com letra)       |         |  |
| 6.                                    | "Nunca Es Suficiente" (vídeo com letra) |         |  |
| 7.                                    | "Lo Que Construimos" (vídeo com letra)  |         |  |